# Eberhard Schenk von Limpurg-Speckfeld
Eberhard Schenk von Limpurg-Speckfeld (* 3. Oktober 1560; † 26. Februar 1622), Herr zu Speckfeld, war Gründer der neuen Linie Limpurg-Speckfeld.
Seine Eltern waren Friedrich VI, Schenk von Limpurg-Obersontheim und dessen erste Ehefrau Margarethe von Erbach (* 14. August 1539; † 1564).
Er war von 1588 bis 1592 württembergischer Obervogt zu Neuenstadt am Kocher sowie von 1597 bis 1605 und 1608–1622 württembergischer Landhofmeister.
Er war seit 1588 der Ehemann der Katharina von Hanau-Lichtenberg (* 30. Januar 1568 in Buchsweiler (heute: Bouxwiller); † 6. August 1636), der Tochter des Grafen Philipp V. von Hanau-Lichtenberg und der Pfalzgräfin Ludovica Margaretha von Zweibrücken-Bitsch (* 1540; † 1569).
Aus dieser Ehe gingen hervor:
- Philipp Ludwig (* 1588; † 17. Februar 1627), württembergischer Obervogt zu Liebenzell.[4] ⚭ 1615 Gräfin Eva Barbara von Seinsheim (* 7. Oktober 1588; † 9. Juli 1621)[5][6][7]
- Ursula Dorothea[6]
- Friedrich Eberhard[6]
- Agathe Katharina (* 1595; † 30. Januar 1664) ⚭ 1618 Philipp II, Graf von Leiningen-Westerburg (* 5. Januar 1591; † 9. Februar 1668)[6]
- Georg Friedrich (* 27. Juni 1596; † 5. Dezember 1651) ⚭ 1615 Magdalene Elisabeth von Hanau-Münzenberg (* 1611; † 26. Februar 1687)[7][6]

## Verweise
1. ↑  Zeitschrift für Württembergische Landesgeschichte, Band 5, 1941, S. 235
2. ↑  Die Tagebücher des Herzogs Johann Friedrich von Württemberg aus den Jahren 1615–1617, Kümmerle, 1972, S. 110 Online
3. ↑  Hessisches Staatsarchiv Marburg, Bestand 81. Regierung Hanau, A 12,6f: Getauft am 7. Februar 1568.
4. ↑  Renate Neumüllers-Klauser: Die Inschriften des Landkreises Calw (= Die Deutschen Inschriften. Band 30. Heidelberger Reihe. Band 10). Reichert, Wiesbaden 1992, ISBN 3-88226-512-4, S. 170 (online).
5. ↑  Johann Gottfried Biedermann, Geschlechts-Register Der Reichs Frey unmittelbaren Ritterschafft Landes zu Francken Löblichen Orts Ottenwald, S. 175, Digitalisat
6. 1 2 3 4 5  Walter Bernhardt: Die Zentralbehörden des Herzogtums Württemberg und ihre Beamten 1520–1629, Band 1, W. Kohlhammer, 1972, S. 462
7. 1 2  Ein kompletter Stammbaum lag nicht vor. Wunder/Schefold/Beutter (S. 46) zeigen nur männliche Mitglieder des Hauses, soweit ihnen hier Anciennität zukam.

| Personendaten    | Personendaten                                 |
| ---------------- | --------------------------------------------- |
| NAME             | Schenk von Limpurg-Speckfeld, Eberhard        |
| KURZBESCHREIBUNG | württembergischer Obervogt und Landhofmeister |
| GEBURTSDATUM     | 3. Oktober 1560                               |
| STERBEDATUM      | 26. Februar 1622                              |